# Gognies-Chaussée
Gognies-Chaussée är en kommun i departementet Nord i regionen Hauts-de-France i norra Frankrike. Kommunen ligger i kantonen Maubeuge-Nord som tillhör arrondissementet Avesnes-sur-Helpe. År 2022 hade Gognies-Chaussée 725 invånare.

## Befolkningsutveckling
Antalet invånare i kommunen Gognies-Chaussée
| Referens: INSEE |